# Аграте Брианца
Агра̀те Бриа̀нца (на италиански: Agrate Brianza, на западноломбардски: Agrà, Агра) е град и община в Северна Италия, провинция Монца и Брианца, регион Ломбардия. Разположен е на 165 m надморска височина. Населението на общината е 14 770 души (към 2011 г.).
До 2004 г. общината е част от провинция Милано.